# Jasin Dżakrir
Jasin Dżakrir, Yassine Djakrir (ar. ياسين جكرر ; ur. 6 grudnia 1973) – algierski zapaśnik walczący w stylu klasycznym. Olimpijczyk z Sydney 2000, gdzie zajął osiemnaste miejsce w kategorii 63 kg.
Złoty medalista igrzysk afrykańskich w 1999. Zdobył trzy medale na mistrzostwach Afryki, złoty w 1998 i 2000. Mistrz i wicemistrz igrzysk panarabskich w 1997. Trzeci na mistrzostwach arabskich w 1995. Szósty na igrzyskach śródziemnomorskich w 1997 roku.
- Turniej w Sydney 2000

Przegrał wszystkie walki, kolejno z Hindusem Gurbinderem Singhem, Kazachem Mychitarem Manukianem i Juanem Luisem Marénem z Kuby.